# Mehmet Topuz
Mehmet Topuz est un footballeur international turc, né le 14 avril 1983 à Yozgat. Il évolue au poste de milieu de terrain, et passe sa carrière à Kayserispor puis au Fenerbahçe SK.

## Sa carrière

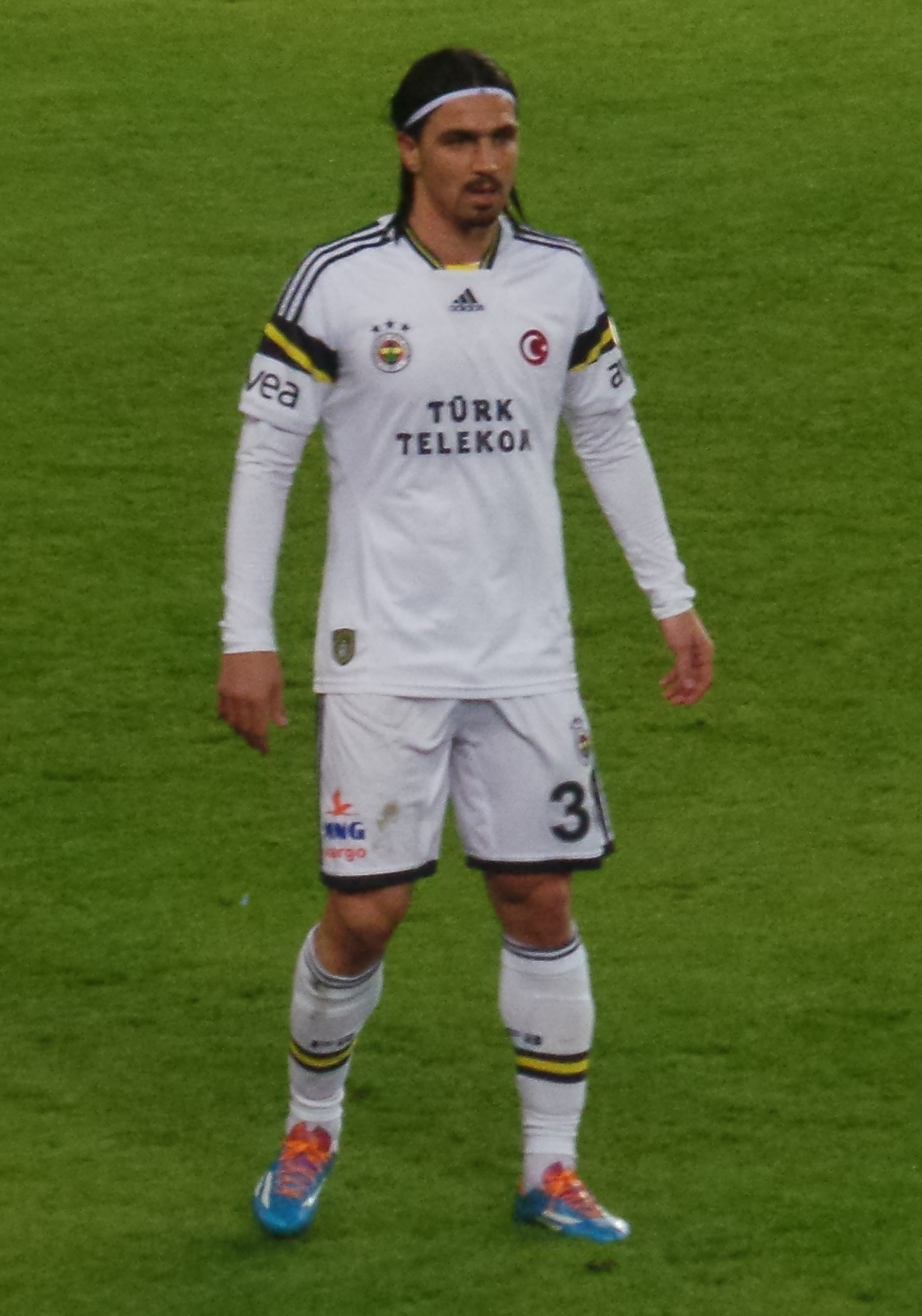
Mehmet Topuz vs Fethiyespor

### En club
Il commence sa carrière professionnelle à Kayserispor à 18 ans où il devient rapidement capitaine. En 2008 il est transféré au Fenerbahçe SK pour environ 10 millions d'euros. Il porte le numéro 38 du département de Kayseri (ville ou il est né).

### Carrière internationale
Il a été sélectionné 12 fois dans l'équipe espoirs des moins de 21 ans de Turquie et a marqué 5 buts.
Il a été sélectionné 17 fois dans l'équipe de Turquie entre 2005 et 2011.

## Palmarès

### AvecKayserispor
- Coupe Intertoto : 2006
- Coupe de Turquie : 2008

### AvecFenerbahçe
- Championnat de Turquie : 2011 et 2014
- Coupe de Turquie : 2012 et 2013
- Supercoupe de Turquie : 2009